# Deschampsia
Deschampsia o Airidium és un gènere de plantes de la família de les poàcies, ordre de les poals, subclasse de les commelínides, classe de les liliòpsides, divisió dels magnoliofitins.

## Taxonomia
1. Deschampsia airiformis, (Steud.) Benth. & Hook.f. ex B.D.Jacks.
2. Deschampsia angusta, Stapf & C.E.Hubb.
3. Deschampsia antarctica, E.Desv.
4. Deschampsia argentea, Lowe
5. Deschampsia atropurpurea, (Wahlenb.) Scheele
6. Deschampsia baicalensis, Tzvelev
7. Deschampsia berteroniana, (Kunth) F.Meigen
8. Deschampsia bottnica, (Wahlenb.) Trin.
9. Deschampsia cespitosa, (L.) P.Beauv.
10. Deschampsia chapmanii, Petrie
11. Deschampsia christophersenii, C.E.Hubb.
12. Deschampsia cordillerarum, Hauman
13. Deschampsia danthonioides, (Trin.) Munro
14. Deschampsia domingensis,
15. Deschampsia elongata, (Hook.) Munro
16. Deschampsia flexuosa, (L.) Trin
17. Deschampsia foliosa, Hack.
18. Deschampsia gracillima, Kirk
19. Deschampsia kingiim (Hook.f.) É.Desv.
20. Deschampsia klossii, Ridl.
21. Deschampsia koelerioides, Regel
22. Deschampsia laxa, Phil.
23. Deschampsia leskovii, Tzvelev
24. Deschampsia liebmanniana, (E.Fourn.) Hitchc.
25. Deschampsia ligulata, (Stapf) Henrard
26. Deschampsia looseriana, Parodi
27. Deschampsia maderensis, (Hack. & Bornm.) Buschm.
28. Deschampsia media, (Gouan) Roem. & Schult.
29. Deschampsia mejlandii, C.E.Hubb.
30. Deschampsia mendocina, Parodi
31. †Deschampsia mexicana, Scribn.
32. Deschampsia mildbraedii, Pilg.
33. Deschampsia nubigena, Hillebr.
34. Deschampsia parvula, (Hook.f.) É.Desv.
35. Deschampsia patula, (Phil.) Skottsb.
36. Deschampsia pusilla, Petrie
37. Deschampsia robusta, C.E.Hubb.
38. Deschampsia setacea, (Huds.) Hack.
39. Deschampsia tenella, Petrie
40. Deschampsia venustula, Parodi
41. Deschampsia wacei, C.E.Hubb.

## Sinònims
(Els gèneres marcats amb un asterisc (*) són sinònims probables)

(Els gèneres marcats amb dos asteriscs (**) són sinònims possibles)

Airidium Steud., 
*Aristavena F. Albers & Butzin, 
*Avenella Parl., 
Campelia Kunth, orth. var., 
Campella Link, 
Czerniaevia Ledeb., nom. inval., 
Erioblastus Honda, 
Homoiachne Pilg., 
Lerchenfeldia Schur, 
Monandraira Desv., 
Podionapus Dulac, 
**Vahlodea Fr.